# Eskom Centre
Eskom Centre est un gratte-ciel situé dans le quartier d'affaires de Johannesburg en Afrique du Sud.